# 전염성 홍반
전염성 홍반(傳染性紅斑, erythema infectiosum, fifth disease, flinfte krankheit, slapped cheek syndrome, slapcheek, slap face, slapped face)은 파르보바이러스 B19 감염의 여러 잠재적 징후들 가운데 하나이다. 제5병, 감염홍반이라고도 한다.

## 증상
전염성 홍반은 낮은 단계의 발열, 두통, 발진, 또 콧물, 비한과 같은 감기와 닮은 증상으로 시작한다.

## 치료
해열제가 일반적으로 사용된다. 발진은 가렵지는 않는 것이 보통이지만 약간 통증이 있을 수 있다. 특정된 치료법은 없다.

## 같이 보기
- 돌발진